# 加茂川重治
加茂川 重治（かもがわ しげはる、1966年3月17日 - ）は、茨城県水戸市出身の元プロ野球選手（投手）。

## 来歴・人物
水戸市立緑岡中学校時代は、茨城県内の古豪である水戸商業高校への進学を考えていたが、自宅を訪ねて来た当時創立3年目の茨城東高野球部監督から「必ず3年後、甲子園に連れて行く」と誘われ、同校に進学しエースとして活躍。2年秋の県大会では決勝で取手二高を下して優勝したが、関東大会初戦で横浜商の三浦将明に完投されて敗れた。1983年夏の県大会決勝で、大久保博元がマスクを被る水戸商業高を下し、夏の甲子園に初出場を果たす。2回戦（初戦）で市尼崎高と対戦、池山隆寛に本塁打を浴び延長10回惜敗。
1983年のプロ野球ドラフト会議で読売ジャイアンツ（巨人）から4位指名を受け入団。巨人時代は同期の水野雄仁・香田勲男の陰に隠れ活躍の機会がなかったが、スライダー、カーブ、シュートの他に、1986年の米教育リーグで当時流行のSFF（スプリットフィンガー・ファストボール）を覚えると投球の幅が広がり、翌1987年に一軍初登板。同年は二軍（イースタン・リーグ）で最多勝利となる11勝を挙げ、9月14日に行われた中日ドラゴンズ（ウエスタン・リーグ）との第1回ジュニア日本選手権（現・ファーム日本選手権）でも須藤豊二軍監督から一発勝負の1戦の先発を任され6安打完封勝利、初代MVPを獲得している。同年10月には一軍初先発を果たした。
1988年11月、西本聖と共に中尾孝義との2対1の交換トレードで中日に移籍するが、中日時代の1989年は一軍登板機会がなく、同年12月には木田勇との交換で巨人時代の恩師・須藤が新監督に就任した横浜大洋ホエールズへ移籍した。大洋移籍1年目となる1990年には5試合に登板するが結果を残せず、1991年11月に現役引退。1990年9月28日に横浜スタジアムで開催された対阪神タイガース24回戦では先発投手として登板し、秋元宏作とのバッテリーで5回1/3を1失点に抑え、勝利投手の権利を持った状態（得点数は大洋4-1阪神）で降板したが、4対3で迎えた9回表に後続の投手が打たれ、4点を奪われ逆転された（最終的に7対4で敗戦 / 敗戦投手は新浦壽夫）ため初勝利を逃し、引退まで未勝利に終わった。
現役引退後は、妻の実家の建設会社で働いた後、プロフェッショナル・マネージメント業を経て、都内の建物修繕会社に勤務。
プロ野球マスターズリーグでは巨人OBらで構成される札幌アンビシャスでプレーした。

## 詳細情報

### 年度別投手成績
| 年 度     | 球 団     | 登 板 | 先 発 | 完 投 | 完 封 | 無 四 球 | 勝 利 | 敗 戦 | セ 丨 ブ | ホ 丨 ル ド | 勝 率 | 打 者 | 投 球 回 | 被 安 打 | 被 本 塁 打 | 与 四 球 | 敬 遠 | 与 死 球 | 奪 三 振 | 暴 投 | ボ 丨 ク | 失 点 | 自 責 点 | 防 御 率 | W H I P |
| --------- | --------- | ----- | ----- | ----- | ----- | -------- | ----- | ----- | -------- | ----------- | ----- | ----- | -------- | -------- | ----------- | -------- | ----- | -------- | -------- | ----- | -------- | ----- | -------- | -------- | ------- |
| 1987      | 巨人      | 5     | 1     | 0     | 0     | 0        | 0     | 0     | 0        | --          | ----  | 41    | 10.0     | 10       | 2           | 3        | 0     | 0        | 4        | 1     | 0        | 4     | 3        | 2.70     | 1.30    |
| 1988      | 巨人      | 5     | 0     | 0     | 0     | 0        | 0     | 0     | 0        | --          | ----  | 37    | 8.0      | 11       | 0           | 1        | 0     | 0        | 6        | 0     | 0        | 7     | 7        | 7.88     | 1.50    |
| 1990      | 大洋      | 5     | 1     | 0     | 0     | 0        | 0     | 0     | 0        | --          | ----  | 37    | 9.0      | 6        | 0           | 4        | 1     | 0        | 4        | 2     | 0        | 3     | 3        | 3.00     | 1.11    |
| 1991      | 大洋      | 1     | 0     | 0     | 0     | 0        | 0     | 0     | 0        | --          | ----  | 9     | 1.0      | 3        | 0           | 3        | 0     | 0        | 1        | 0     | 0        | 4     | 4        | 36.00    | 6.00    |
| 通算：4年 | 通算：4年 | 16    | 2     | 0     | 0     | 0        | 0     | 0     | 0        | --          | ----  | 124   | 28.0     | 30       | 2           | 11       | 1     | 0        | 15       | 3     | 0        | 18    | 17       | 5.46     | 1.46    |

### 表彰
- ジュニア日本選手権MVP：1回（1987年）

### 記録
- 初登板：1987年6月27日、対横浜大洋ホエールズ13回戦（後楽園球場）、8回表に4番手として救援登板・完了、2回無失点
- 初奪三振：同上、8回表に若菜嘉晴から
- 初先発：1987年10月11日、対広島東洋カープ24回戦（広島市民球場）、4回3失点

### 背番号
- 57 （1984年 - 1988年）
- 45 （1989年）
- 10 （1990年 - 1991年）